# Spean Bridge
Spean Bridge est un village dans le council area d'Highland en Écosse.